# Miljevci (Chorwacja)
Miljevci – wieś w Chorwacji, w żupanii virowiticko-podrawskiej, w gminie Nova Bukovica. W 2011 roku liczyła 317 mieszkańców.